# 1956-os Copa América
Az 1956-os Dél-amerikai Válogatottak Bajnoksága a 24. dél-amerikai kontinenstorna volt. Uruguayban rendezték, és a tornát meg is nyerte a hazai csapat.

## Résztvevők
| - Argentína - Brazília - Chile | - Paraguay - Peru - Uruguay |

Bolívia, Ecuador és Kolumbia visszalépett.

## Eredmények
A hat részt vevő válogatott egy csoportban, körmérkőzéses formában mérkőzött meg egymással. A csoport élén végzett csapat nyerte meg a kontinensviadalt.

### Mérkőzések
| 1956. január 21. |

| Uruguay                               | 4–2   | Paraguay            |
| ------------------------------------- | ----- | ------------------- |
| Míguez 12' Escalada 25' 32' Roque 65' | (3–0) | Rolón 81' Gómez 89' |

| Estadio Centenario, Montevideo Nézőszám: 55 000 Játékvezető: Juan Regis Brozzi (argentin) |

| 1956. január 22. |

| Argentína            | 2–1   | Peru      |
| -------------------- | ----- | --------- |
| Sivori 43' Vairo 51' | (1–0) | Drago 56' |

| Estadio Centenario, Montevideo Nézőszám: 16 000 Játékvezető: Washington Rodríguez (uruguayi) |

| 1956. január 24. |

| Chile                                      | 4–1   | Brazília     |
| ------------------------------------------ | ----- | ------------ |
| Hormazábal 8' 83' Meléndez 65' Sánchez 71' | (1–1) | Maurinho 38' |

| Estadio Centenario, Montevideo Nézőszám: 18 000 Játékvezető: Juan Regis Brozzi (argentin) |

| 1956. január 28. |

| Uruguay                 | 2–0   | Peru |
| ----------------------- | ----- | ---- |
| Escalada 42' Míguez 73' | (1–0) |      |

| Estadio Centenario, Montevideo Nézőszám: 70 000 Játékvezető: Cayetano de Nicola (paraguayi) |

| 1956. január 29. |

| Brazília | 0–0 | Paraguay |
| -------- | --- | -------- |
|          |     |          |

| Estadio Centenario, Montevideo Nézőszám: 45 000 Játékvezető: Sergio Bustamante (chilei) |

| 1956. január 29. |

| Argentína      | 2–0   | Chile |
| -------------- | ----- | ----- |
| Labruna 9' 79' | (1–0) |       |

| Estadio Centenario, Montevideo Nézőszám: 45 000 Játékvezető: João Baptista Laurito (brazil) |

| 1956. február 1. |

| Brazília               | 2–1   | Peru      |
| ---------------------- | ----- | --------- |
| Alvaro 10' Zezinho 80' | (1–1) | Drago 42' |

| Estadio Centenario, Montevideo Nézőszám: 20 000 Játékvezető: Washington Rodríguez (uruguayi) |

| 1956. február 1. |

| Argentína     | 1–0   | Paraguay |
| ------------- | ----- | -------- |
| Cecconato 54' | (0–0) |          |

| Estadio Centenario, Montevideo Nézőszám: 20 000 Játékvezető: João Baptista Laurito (brazil) |

| 1956. február 2. |

| Paraguay  | 1–1   | Peru        |
| --------- | ----- | ----------- |
| Rolón 76' | (0–0) | Andrade 61' |

| Estadio Centenario, Montevideo Nézőszám: 25 000 Játékvezető: Juan Regis Brozzi (argentin) |

| 1956. február 5. |

| Brazília     | 1–0   | Argentína |
| ------------ | ----- | --------- |
| Luizinho 88' | (0–0) |           |

| Estadio Centenario, Montevideo Nézőszám: 25 000 Játékvezető: Washington Rodríguez (uruguayi) |

| 1956. február 6. |

| Uruguay               | 2–1   | Chile             |
| --------------------- | ----- | ----------------- |
| Míguez 12' Borges 58' | (1–0) | Ramírez Banda 59' |

| Estadio Centenario, Montevideo Nézőszám: 60 000 Játékvezető: Juan Regis Brozzi (argentin) |

| 1956. február 9. |

| Chile                                              | 4–3   | Peru                                           |
| -------------------------------------------------- | ----- | ---------------------------------------------- |
| Hormazábal 15' Muñoz 34' Fernández 70' Sánchez 86' | (2–1) | F. Castillo 22' Mosquera 57' Gómez Sánchez 80' |

| Estadio Centenario, Montevideo Nézőszám: 5 000 Játékvezető: Juan Regis Brozzi (argentin) |

| 1956. február 10. |

| Uruguay | 0–0 | Brazília |
| ------- | --- | -------- |
|         |     |          |

| Estadio Centenario, Montevideo Nézőszám: 80 000 Játékvezető: Juan Regis Brozzi (argentin) |

| 1956. február 12. |

| Chile                            | 2–0   | Paraguay |
| -------------------------------- | ----- | -------- |
| Hormazábal 15' Ramírez Banda 34' | (2–0) |          |

| Estadio Centenario, Montevideo Nézőszám: 4 000 Játékvezető: Washington Rodríguez (uruguayi) |

| 1956. február 15. |

| Uruguay     | 1–0   | Argentína |
| ----------- | ----- | --------- |
| Ambrois 23' | (1–0) |           |

| Estadio Centenario, Montevideo Nézőszám: 80 000 Játékvezető: Caytano de Nicola (paraguayi) |

### Végeredmény
A hazai csapat eltérő háttérszínnel kiemelve.
| Helyezés | Nemzet    | M | Gy | D | V | G+ | G– | Gk | P |
| -------- | --------- | - | -- | - | - | -- | -- | -- | - |
| Arany    | Uruguay   | 5 | 4  | 1 | 0 | 9  | 3  | +6 | 9 |
| Ezüst    | Chile     | 5 | 3  | 0 | 2 | 11 | 8  | +3 | 6 |
| Bronz    | Argentína | 5 | 3  | 0 | 2 | 5  | 3  | +2 | 6 |
| 4.       | Brazília  | 5 | 2  | 2 | 1 | 4  | 5  | –1 | 6 |
| 5.       | Paraguay  | 5 | 0  | 2 | 3 | 3  | 8  | –5 | 2 |
| 6.       | Peru      | 5 | 0  | 1 | 4 | 6  | 11 | –5 | 1 |

| Az 1956-os Dél-amerikai Válogatottak Bajnoksága győztese |
| -------------------------------------------------------- |
| URUGUAY 9. cím                                           |

### Gólszerzők
| 4 gólos - Enrique Hormazábal 3 gólos - Guillermo Escalada - Oscar Omar Míguez 2 gólos - Angel Labruna - Jaime Ramírez Banda - Leonel Sánchez - Máximo Rolón Libertad - Roberto Drago | 1 gólos - Carlos Cecconato - Omar Sivori - Federico Vairo - Alvaro - Luizinho - Maurinho - Zezinho - José Fernández - Manuel Muñoz - René Meléndez | 1 gólos (folytatás) - Antonio Gómez - Isaac Andrade - Félix Castillo - Oscar Gómez Sánchez - Máximo Mosquera - Javier Ambrois - Carlos Borges - José Walter Roque |

## Külső hivatkozások
- 1956 South American Championship